# السلالة الأرشكية
السُّلَالَةُ الْأَرْشَكِيَّة أو سُلَالَةُ الأَرْشَكِيِّين (المعروفة أيضًا باسم السُّلَالَة الْأَشْكَانِيَّة أو سُلَالَةُ الْأَشْكَانِيِّين في الكتب القديمة) (باليونانية القديمة: Αρσακίδαι؛ باللاتينية: Arsacidae؛ بالإنجليزية: Arsacid dynasty) هي السلالة الحاكمة في الإمبراطورية البارثية، أسسها أرشك الأول (بلغة فرثية: 𐭀𐭓𐭔𐭊 Arshak) الذي أسس الدولة البارثية استمرت حتى تم الإطاحة بٱخر حكامها أوردافان الرابع الذي يعتبر أيضا ٱخر حاكم بارثي
هناك فرع من السلالة الأرشكية حكم في أرمينيا بين عامي 54 إلى 428. 

## التاريخ

### النشأة
أسس هذه السلالة أرشك الأول الذي توج كحاكم على قبيلة بارني، فاستولى على إقليم فرثية من أندراغوراس الذي استقل عن السلوقيين، وكان أندراغوراس بعد فقد الدعم السلوقي واجه صعوبات في الدفاع عن حدوده فتمكن أرشك وأتباعه البارنيون من السيطرة على فرثية.